# Сан Паоло Солбрито
Сан Па̀оло Солбрѝто (на италиански: San Paolo Solbrito; на пиемонтски: San Paul Subrì, Сан Паул Субри) е село и община в Северна Италия, провинция Асти, регион Пиемонт. Разположено е на 265 m надморска височина. Населението на общината е 1224 души (към 2010 г.).